# Cheilotrichia stigmatica
Cheilotrichia stigmatica är en tvåvingeart som först beskrevs av Osten Sacken 1869.  Cheilotrichia stigmatica ingår i släktet Cheilotrichia och familjen småharkrankar. Inga underarter finns listade i Catalogue of Life.